# مران كثير الأزهار
المُران كثير الأزهار (باللاتينية: Fraxinus floribunda) نوع نباتي ينتمي إلى جنس المُران من الفصيلة الزيتونية.

## الموئل والانتشار
ينتشر هذا النوع في الصين ونيبال.